# Нормандия (Рорайма)

Нормандия на карте штата.

Нормандия (порт. Normandia) — муниципалитет в Бразилии, входит в штат Рорайма. Составная часть мезорегиона Север штата Рорайма. Входит в экономико-статистический микрорегион Нордести-ди-Рорайма. Население составляет 8 940 человек на 2010 год. Занимает площадь 6 966,811 км². Плотность населения — 1,28 чел./км².

## История
Город основан в 1982 году.

## Границы
Муниципалитет граничит:
- на севере —  муниципалитет Уйрамутан
- на востоке —  Гайана
- на юге —  муниципалитет Бонфин
- на юго-западе —  муниципалитет Боа-Виста
- на западе —  муниципалитет Пакарайма

## Демография
Согласно сведениям, собранным в ходе переписи 2010 г. Национальным институтом географии и статистики (IBGE), население муниципалитета составляет:
| Полное население                               | Полное население                               | Полное население                               | Полное население                               | 8 940 |
| ---------------------------------------------- | ---------------------------------------------- | ---------------------------------------------- | ---------------------------------------------- | ----- |
| в том числе:                                   | Городское население                            | 2 311                                          | Процент городского населения, %                | 25,85 |
|                                                | Сельское население                             | 6 629                                          | Процент сельского населения, %                 | 74,15 |
|                                                | Мужское население                              | 4 678                                          | Процент мужского населения, %                  | 52,33 |
|                                                | Женское население                              | 4 262                                          | Процент женского населения, %                  | 47,67 |
| Плотность населения, чел/км²                   | Плотность населения, чел/км²                   | Плотность населения, чел/км²                   | Плотность населения, чел/км²                   | 1,28  |
| Население муниципалитета в % к населению штата | Население муниципалитета в % к населению штата | Население муниципалитета в % к населению штата | Население муниципалитета в % к населению штата | 1,98  |

По данным оценки 2015 года население муниципалитета составляет 10 148 жителей.

## Важнейшие населенные пункты
| № | Населённый пункт | Населённый пункт (порт.) | Категория         | Население чел. (2010) (место среди н.п. штата) | На карте                       |
| - | ---------------- | ------------------------ | ----------------- | ---------------------------------------------- | ------------------------------ |
| 1 | Нормандия        | Normandia                | город             | 2311 (12)                                      | 3°52′55″ с. ш. 59°37′53″ з. д. |
| 2 | Наполеан         | Napoleão                 | индейская деревня | 670 (27)                                       | 3°54′57″ с. ш. 60°01′26″ з. д. |
| 3 | Рапоса           | Raposa                   | индейская деревня | 650 (28)                                       | 3°48′48″ с. ш. 60°05′13″ з. д. |
| 4 | Араса            | Araçá                    | индейская деревня | 245 (64)                                       | 4°10′24″ с. ш. 60°26′26″ з. д. |
| 5 | Гуариба          | Guariba                  | индейская деревня | 221 (69)                                       | 3°51′25″ с. ш. 59°55′25″ з. д. |
| 6 | Камара           | Camara                   | индейская деревня | 175 (80)                                       | 3°35′18″ с. ш. 60°04′32″ з. д. |
| 7 | Паку             | Pacu                     | индейская деревня | 117 (95)                                       | 4°09′47″ с. ш. 60°13′21″ з. д. |

## Статистика
- Валовой внутренний продукт на 2004 составляет 25.114.000,00 реалов (данные: Бразильский институт географии и статистики).
- Валовой внутренний продукт на душу населения на 2004 составляет 4.610,00 реалов (данные: Бразильский институт географии и статистики).
- Индекс развития человеческого потенциала на 2000 составляет 0,600 (данные: Программа развития ООН).

## География
Климат местности: экваториальный.